# 上浦镇
上浦镇，中国浙江省绍兴市上虞市下辖的一个镇。

## 辖区
该镇辖有：	上浦居委会、上浦村、渔家渡村、梅坞村、冯浦村、夏家埠村、舜江村、王湖村、四峰村、大善小坞村、昆岙村、东山村、九连村、戚山村、